# Anton Șesan
Anton Șesan (n. 26 decembrie 1916, comuna Carapciu, Adâncata, raionul Storojineț, Bucovina – d. 16 august 1969, Iași) a fost un inginer și profesor universitar român.

## Biografie
Anton Șesan s-a născut la data de 26 decembrie 1916, în comuna Carapciu, Adâncata din raionul Storojineț, aflat pe atunci în Ducatul Bucovina, într-o familie de modești cărturari. După absolvirea cursurilor liceale le-a urmat la Liceul „Eudoxiu Hurmuzaki” din Rădăuți, a urmat Școala Politehnică din București, Secția construcții, obținând în anul 1940 diploma de inginer constructor.
După absolvirea facultății, a lucrat ca inginer la o antrepriză de construcții, realizând numeroase obiective de construcții civile, industriale, poduri, construcții hidrotehnice, hangare, consolidări ș.a., în special în Moldova de nord și Muntenia. Prin activitatea desfășurată, el a contribuit esențial la reconstrucția Moldovei după distrugerile masive provocate în această regiune de cel de-al Doilea Război Mondial. A condus șantiere de execuție a unor lucrări mari de construcții, refaceri de poduri în nordul Moldovei, construcția monumentală a Băncii Naționale din Iași ș.a.
Începând din anul 1943 a predat în paralel la Facultatea de Construcții din Iași, din cadrul Politehnicii „Gh. Asachi” (facultate înființată prin Decretul-Lege nr. 989 din 13 noiembrie 1941), mai întâi ca asistent la disciplina „Rezistența materialelor” (1943–1945), conferențiar la disciplina „Construcții civile” (1945–1948), profesor suplinitor la disciplina „Statica construcțiilor” (1948–1951), profesor titular provizoriu (1951–1961) și din 1961 i se conferă gradul didactic superior de profesor titular definitiv la aceeași disciplină. În paralel a mai predat cursurile de „Construcții civile” (1945–1948), „Construcții în lemn” (1950–1955), „Dinamica și stabilitatea construcțiilor” și „Calculul construcțiilor în domeniul plastic”.
Și-a dovedit talentul de organizator și conducător, prin îndeplinirea funcțiilor de șef al Catedrei de statică și rezistență (1951–1969), prodecan al Facultății de Construcții (1963–1965) și de prorector al Institutului Politehnic din Iași (1965–1967). De asemenea, a desfășurat și o bogată activitate de cercetare științifică, fiind șef al grupei de rezistență de la Filiala Iași a Institutului de Proiectare al Industriei Ușoare (IPIU) (1950–1953); șeful sectorului construcții la Institutul de Proiectări al Ministerului Metalurgiei (IPROMET), Filiala Iași; consilier la Institutul de Proiectări al Ministerului Industriei Chimice (IPROCHIM), Filiala Iași; cercetător la Academia RSR, Filiala Iași (1951–1956), calitate în care a condus colectivul de construcții din cadrul Secției de fizică și științe tehnice; directorul Filialei Iași a Institutului de Cercetări în Construcții (INCERC) (1957–1969).
A participat cu diverse comunicări la numeroase simpozioane tehnico-științifice, la sesiuni științifice, congrese tehnice atât în țară, cât și în străinătate.
Profesorul Anton Șesan a încetat prematur din viață la data de 16 august 1969, în orașul Iași, având vârsta de doar 53 de ani. A fost condus pe ultimul drum de foștii săi studenți și de înalte personalități ale științei și tehnicii construcțiilor din țara noastră.
În prezent, o stradă din municipiul Iași, aflată în apropierea Facultății de Construcții, poartă numele profesorului Anton Șesan.

## Contribuții la dezvoltarea teoriei și practicii construcțiilor
Profesorul Anton Șesan a avut contribuții importante la dezvoltarea teoriei și practicii contrucțiilor din România, el publicând peste 140 de lucrări științifice și editând valoroase cursuri de specialitate. Menționăm următoarele contribuții:
- în domeniul calcului deformațiilor structurilor, el a definit și introdus noțiunea de „momente factoriale”, cu care sunt stabilite relații generale între funcțiile încovoierii; aceasta permite generalizarea metodelor cunoscute de calcul al deplasărilor, evaluarea corectă a influenței forței tăietoare asupra deformațiilor și determinarea deplasărilor în domeniul postelastic;
- în domeniul metodelor de calcul al structurilor, el a elaborat metoda "momentelor active ca variantă a metodei deplasărilor, în care se operează cu momente neechilibrate de noduri și de lanțuri cinematice. Metoda permite utilizarea sistemelor de bază cu număr redus de legături, ceea ce conduce la reducerea dimensiunilor modelului matematic, rezolvarea într-o singură treaptă a structurilor oarecare și fundamentarea teoretică a metodelor iterative;
- generalizarea metodei distribuirii momentelor în domeniul plastic, pe baza operării cu mărimi de lucru mecanic, pentru structuri oarecare;
- în domeniul siguranței structurilor, el a acordat încă din anii 1950 o atenție deosebită insistența deosebită asupra criteriului probabilistic de apreciere a siguranței construcțiilor, intuind faptul că perfectionarea metodei stărilor limită va permite cunoașterea comportării structurilor în domeniul postelastic;
- perfecționarea – în cadrul Facultății de Construcții din Iași – a studiului comportării structurilor de rezistență ale construcțiilor la acțiunea seismică, insistând pentru introducerea unei discipline noi – pe atunci – denumită „inginerie seismică”, astăzi disciplină de bază în programele analitice ale facultăților de construcții din țară.

În ultima parte a vieții, el a inițiat construirea la Iași a unui set de platforme de încercări antiseismice a părților de construcții sau a modelelor de construcții (respectiv de 600, 150 și 50 kN), pentru determinarea răspunsului structurilor la acțiuni seismice. El a studiat și pus la punct o metodă eficientă pentru determinarea caracteristicilor dinamice ale construcțiilor, cu ajutorul captorilor seismici, concepuți și realizați în laboratoarele conduse de el.

## Distincții
- Ordinul Steaua Republicii Populare Romîne clasa a IV-a (10 august 1964) „pentru merite deosebite în opera de construire a socialismului, cu prilejul celei de a XX-a aniversări a eliberării patriei”[1]